# Get Ready
Get Ready var gruppen New Orders första album efter nästan nio års tystnad - under vilken bandmedlemmarna inte talade med varandra alls. Get Ready spelades in på Stephen Morris och Gillian Gilberts privata farm i Derbyshire, där de har en musikstudio. Peter Hook hävdar att denna albumsession var den tid i bandet som han känt sig som lyckligast och trivts med sina bandkollegor.
Get Ready är den första skiva med New Order som har flera gästartister. De som medverkar är sångerskan Dawn Zee som sjunger på Crystal, Close Range och Run Wild. Primal Screams sångare Bobby Gillespie medverkar med sin röst på Rock the Shack. Även The Smashing Pumpkins frontfigur Billy Corgan är med och sjunger på Turn My Way. 
Corgan var även med under livespelningarna under den tidiga turnén som gitarrist.

## Låtlista
1. Crystal
2. 60 Miles an Hour
3. Turn my way
4. Vicious streak
5. Primitive notion
6. Slow jam
7. Rock the shack
8. Someone like you
9. Close range
10. Run Wild